# Buglossoporus americanus
Buglossoporus americanus är en svampart som beskrevs av D.A. Reid 1976. Buglossoporus americanus ingår i släktet Buglossoporus och familjen Fomitopsidaceae.   Inga underarter finns listade i Catalogue of Life.